# Gebet (Judentum)

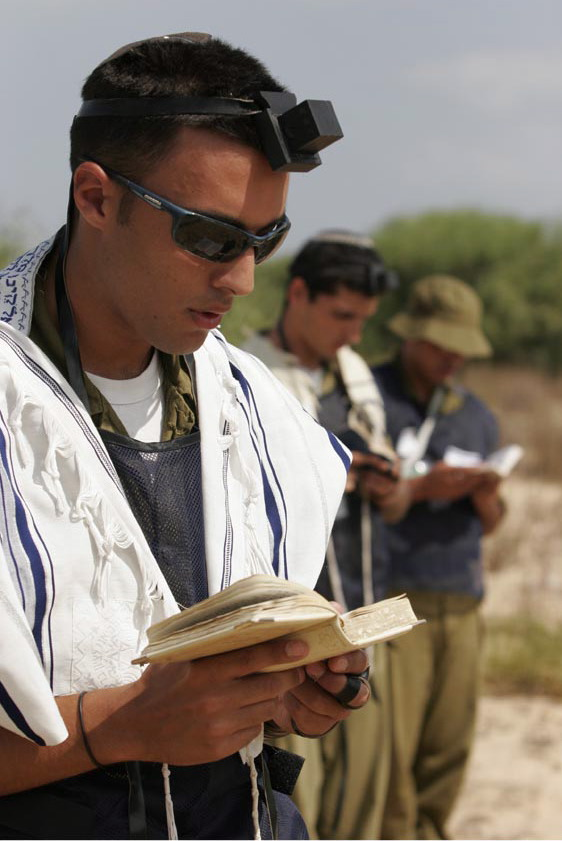
Morgengebet, 2005

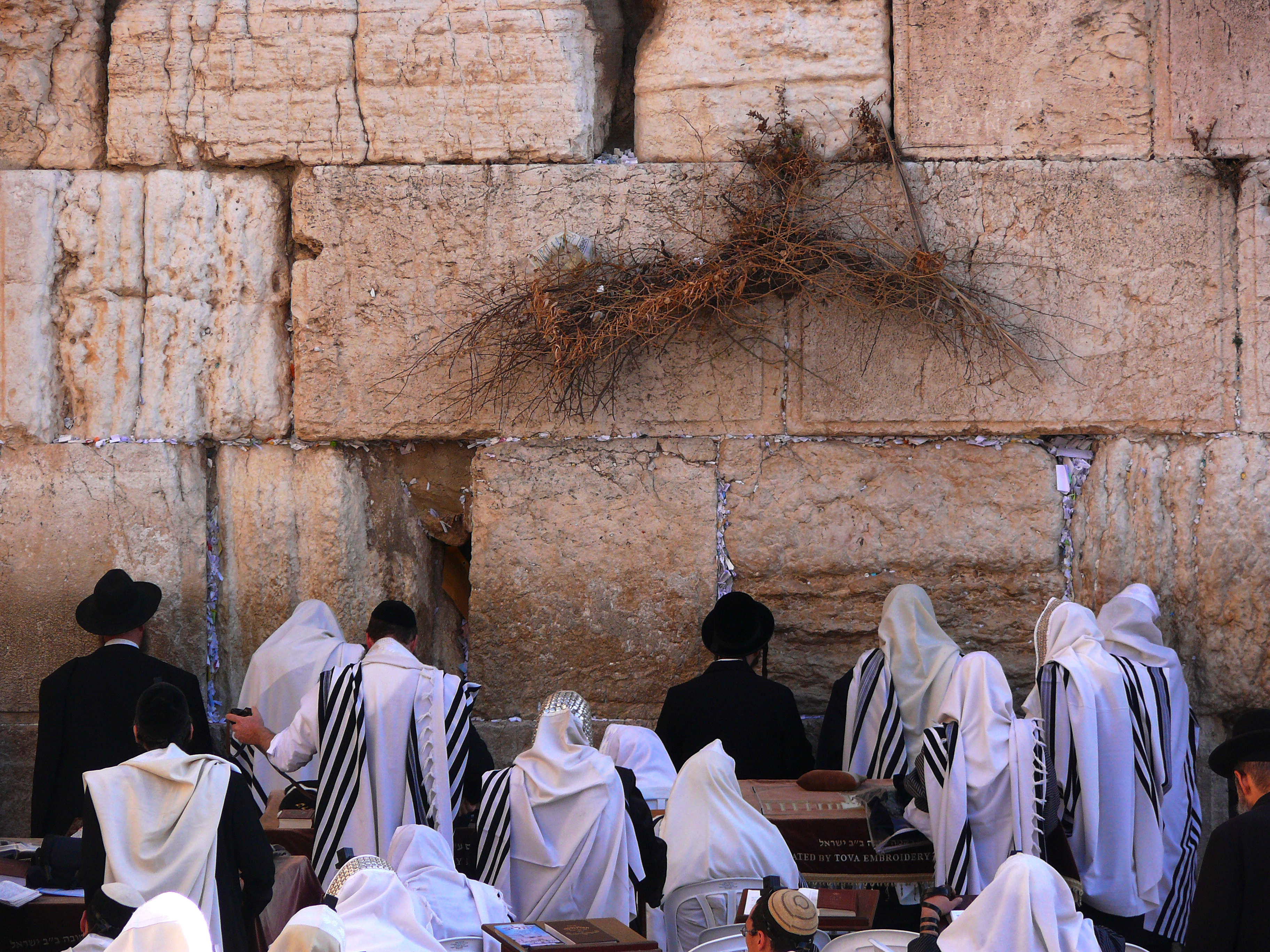
Juden beim Gebet an der Westmauer des Herodianischen Tempels in Jerusalem, 2010

Das Gebet im Judentum (hebräisch תְּפִלָּה tefillah [tefiˈla]; Plural hebräisch תְּפִלּוֹת tefillos oder tefillot [tefiˈlot]; jiddisch תּפֿלה tfile [ˈtfɪlə], Plural jiddisch תּפֿלות tfilles [ˈtfɪləs]) umfasst die Rezitationen von Gebeten und die traditionellen jüdischen Meditationsweisen, die Teil der religiösen Regeln des rabbinischen Judentums sind. Die Gebete, die oft mit Anweisungen und Kommentaren versehen sind, finden sich im Siddur, dem traditionellen jüdischen Gebetbuch. Wenn der Talmud tefillah erwähnt, ist damit das Achtzehnbittengebet gemeint.
Gebet – als ein „Herzensdienst“ – ist grundsätzlich betrachtet ein auf der Tora beruhendes Gebot. Es ist für Männer wie Frauen in gleicher Weise verbindlich.
Jüdische Männer sind verpflichtet dreimal am Tag das Achtzehnbittengebet zu beten und dabei bestimmte Zeitspannen (hebräisch זְמַנִּים zmanim) zu beachten.

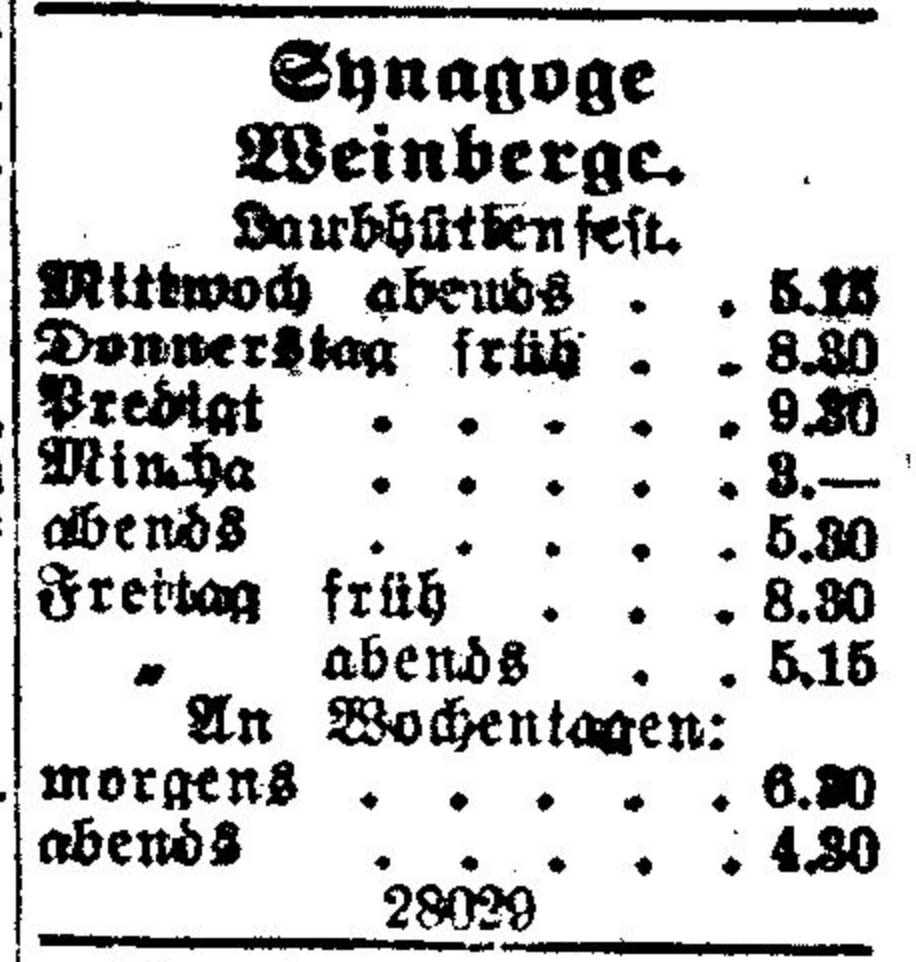
Zeitspannen als Vorgaben für die Vinohrady Synagoge in Prag, aus dem Jahr 1916

Frauen sind nach Meinung einiger Posekim (Dezisoren) nur einmal, nach anderer Meinung zweimal am Tag verpflichtet, die tefillah zu beten.
Seit der Zeit des zweiten Jerusalemer Tempels werden drei Gebete am Tag gebetet:
1. Morgengebet: Schacharit oder Schaharit (שַחֲרִת), von שַחָר schachar/schahar, deutsch ‚Morgenlicht‘.
2. Mittags- bzw. Nachmittagsgebet: Mincha oder Minha (מִנְחָה). Es wird nach dem Mehl benannt, das bei den Opfern im Jerusalemer Tempel benutzt wurde.
3. Abendgebet Ma’ariv (מַעֲרִיב ‚die Nacht bringend‘), von „Einbruch der Nacht“, oft unmittelbar nach dem Minchagebet.[4]

Weitere Gebete aus dem Judentum:
- Musaf (מוּסָף ‚zusätzlich‘), das von orthodoxen und konservativen Gemeinden am Schabbat rezitiert wird, außerdem an größeren jüdischen Feiertagen (einschließlich Chol HaMoed) und Rosch Chodesch.
- Ein fünftes Gebet, Ne’ila (נְעִילָה ‚Abschluss‘), wird nur an Jom Kippur gebetet.

## Jüdische Philosophie und Gebet
Der Talmud nennt zwei Motive für das dreifache Gebet aus der Lehre der Rabbiner (de-rabbanan) seit der frühen Zeit des zweiten Tempels: zum einen sollen die täglichen Opfer im Tempel in Jerusalem in Erinnerung gerufen werden; zum anderen hat jeder der Patriarchen ein Gebet begründet: Abraham das Morgengebet, Isaak das Mittagsgebet und Jakob das Abendgebet. Der Jerusalemer Talmud hält fest, dass die Männer der „Großen Versammlung“ die Vorstellung eines regelmäßigen täglichen Gebets anhand der persönlichen Gewohnheiten der Vorväter erkannten und erlernten, so wie sie der Tanach darstellt. Demnach seien drei tägliche Gebete festgelegt worden. Individuelle Gebete werden von Gruppen- oder Gemeindegebeten unterschieden. Gruppengebete setzen eine Mindestgröße voraus, den Minjan. Gruppengebete seien zu bevorzugen, weil sie viele Gebete enthalten, die nicht als individuelle Gebete möglich sind.
Maimonides (1135–1204 n. Chr.) teilt mit, dass bis zur Babylonischen Gefangenschaft (586 v. Chr.) alle Juden ihre eigenen Gebete verfasst hätten, nachher dagegen hätten die Männer der Großen Versammlung den größten Teil der Gebete des Siddur verfasst. Die moderne Forschung seit der Bewegung der „Wissenschaft des Judentums“ im Deutschland des 19. Jahrhunderts wie auch die textkritische Untersuchung, die im 20. Jahrhundert durch die Entdeckung der Schriftrollen des Toten Meeres beeinflusst wurde, lassen vermuten, dass seit dieser Zeit liturgische Festlegungen für die Gemeinde vorlagen, die für bestimmte Anlässe bestimmt waren und unabhängig von Jerusalem und dem Tempel in einem religiösen Zentrum zusammengestellt wurden. Dabei wurden Begriffe und Theorien entwickelt, die später für jüdische wie auch in Einzelfällen für christliche Gebete maßgeblich wurden. Die Sprache der Gebete, die auf die Zeit des Zweiten Tempels verweist (516 v. Chr. – 70 n. Chr.), macht oft Gebrauch von biblischen Ausdrücken und Wendungen. Weitere Gebetbücher entstanden im Mittelalter, während der Epoche der Geonim in Babylonien (6.–11. Jahrhundert n. Chr.).
Während der letzten 2000 Jahre sind in der Tradition Varianten der liturgischen Bräuche in den jüdischen Gemeinschaften der Aschkenasim, Sephardim, Yemeniten, Bucharen, Eretz Israel und anderen entstanden. Es gab auch in der jüngeren Vergangenheit Neuerungen wie die der Chassiden, Nusach Ari (Isaak Luria) und verschiedener Reformgemeinden des liberalen Judentums. Die Unterschiede sind jedoch im Vergleich zu den Gemeinsamkeiten sehr gering. Der größte Teil der jüdischen Liturgie wird zu traditionellen Melodien oder Tropen gesungen oder rezitiert. Jüdische Gemeinden können einen Laienkantor oder einen ausgebildeten Kantor (hazzan) ernennen, der die Gemeinde beim Gebet anleitet, besonders am Sabbat oder an religiösen Feiertagen.

## Herkunft und Geschichte des jüdischen Gebets

### Biblische Ursprünge
Nach dem Talmud Bavli (Traktat Taanit 2a) ist tefillah („Gebet“) ein biblisches Gebot: ‚Du sollst Gott mit ganzem Herzen dienen‘ (Dtn 11,13 ). „Welcher Dienst wird mit dem Herzen erfüllt?- Das Gebet.“ Das Gebet wird daher als Avodah sheba-Lev bezeichnet („Dienst im Herzen“). Dies ist nicht zeitabhängig und für Männer wie Frauen vorgeschrieben. Wenn von tefillah die Rede ist, bezieht sich der Talmud immer auf das Achtzehnbittengebet, das auch Shemoneh Esreh genannt wird. Der bekannte Rabbi Maimonides stuft tefillah ebenso als biblisches Gebot des Tanach ein, wie der Babylonische Talmud sagt. In Übereinstimmung mit dem Jerusalemer Talmud vertrat Maimonides jedoch die Meinung, dass die Zahl der tefillot („Gebete“) und die Gebetszeiten kein biblisches Gebot seien und die Vorväter keine Takkanah in diesem Sinne festgeschrieben hätten. Es handele sich eher um ein rabbinisches Gebot, de-rabbanan („von unseren Rabbinern“), das auf einer Taqqanah der Anshei Knesset HaGedola („Männer der Großen Versammlung“) beruhe.

#### Babylonischer Talmud
Das mündlich überlieferte Gesetz gibt nach dem Talmud Bavli (Traktat Berachoth 26b) zwei Gründe für die drei Tagesgebete:
1. Rabbi Jose b. Hanina stellt dar, dass jeder der Erzväter ein Gebet gestiftet habe: Abraham für den Morgen, Isaak den Mittag und Jakob die Abendgebete. Biblische Stellen unterstützen diese Sichtweise. Aber genaue Zeiten und das Mussaf-Konzept beruhen immer noch auf den Opfern.
2. Jedes Gebet wurde entsprechend der Opferhandlung im Tempel von Jerusalem eingesetzt: Das Morgen-Opfer des Tamid, der Nachmittags-Tamid und die Verbrennung dieses letzten Opfers in der Nacht.

#### Jerusalemer Talmud

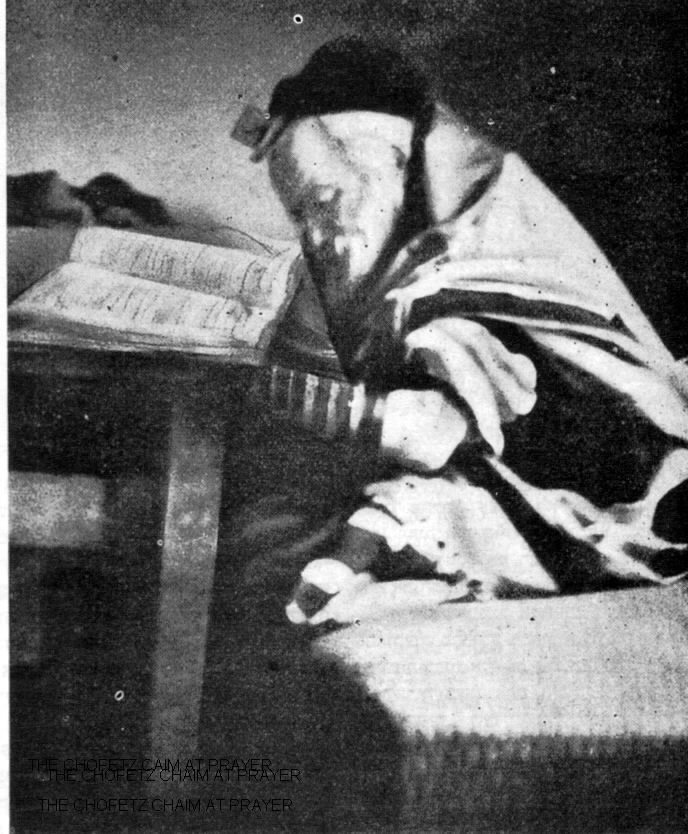
Rabbi Yisrael Meir HaCohen Kagan– der „Chofetz Chaim“– beim Gebet gegen Ende seines Lebens

Die mündliche Tora stellt nach dem Jerusalemer Talmud fest (im Traktat Berachoth 4), warum es drei Haupt-tefillot gibt und wer sie begründet hat.
Rabbi Yehoshua sagte, die Anschei Knesset HaGedola („Männer der Großen Versammlung“) habe das wohltuende Konzept von den Lebensgewohnheiten der Vorväter übernommen.
Weitere Stellen der Hebräischen Bibel wurden so interpretiert, dass König David und der Prophet Daniel dreimal am Tag gebetet hätten. In den Psalmen stellt David fest:

„Am Abend, Morgen und Mittage spreche und stöhne ich und er erhörte meine Stimme.“

Im Buch Daniel:

„Daniel hatte im Obergeschoss seines Hauses Fenster in Richtung Jerusalem. Dreimal täglich kniete er dort nieder, um Gott zu preisen und seine Bitten vor ihn zu bringen. Als er von dem königlichen Befehl erfuhr, ging er wie immer in sein Haus und kniete zur gewohnten Zeit am offenen Fenster nieder.“

Orthodoxe, moderne Orthodoxe und sefardische Strömungen des Judentums erachten die Halacha als Quelle der Verpflichtung zum dreimaligen Tagesgebet und zum viermaligen Gebet am Sabbath und den meisten jüdischen Feiertagen, fünfmal an Jom Kippur. Manche jüdische Frauen betrachten die Gebetszeiten als Option, nicht als Verpflichtung, da sie sich ständig um kleine Kinder kümmern müssen, aber in Übereinstimmung mit der Halacha beten sie täglich, wenn auch nicht zu bestimmten Zeiten. Außerdem gehen alle drei religiösen Richtungen davon aus, dass Frauen vom Abendgebet ausgenommen sind. Das konservative Judentum erachtet das halachische System des mehrfachen Tagesgebets als bindende Pflicht, das Reformjudentum und das rekonstruktionistische Judentum dagegen nicht, man betrachtet es als persönliche spirituelle Entscheidung des Einzelnen.

### Text und Sprachform
Nach der Halacha ist jede beliebige Sprache für fast alle individuelle und Gemeindegebete möglich. Die Mischna erwähnt, dass das Schma Jisrael nicht auf Hebräisch gesprochen werden muss. Eine Liste von Gebeten, die notwendigerweise auf Hebräisch gesprochen werden müssen, ist in der Mischna zu finden, von ihnen sind nur die Priestersegen heute gebräuchlich, da die anderen für den Jerusalemer Tempel, für Priester oder einen regierenden König bestimmt sind.
Dennoch wird in den meisten aschkenasischen orthodoxen Gemeinden auf Hebräisch (gewöhnlich aschkenasisches Hebräisch) gebetet, dies gilt für alle Gebete bis auf wenige Ausnahmen, wie das aramäische Kaddisch („heilig“), das früher auf Hebräisch gebetet wurde, und Predigten wie Anweisungen, für die die übliche Alltagssprache benutzt wird. In anderen Strömungen des Judentums gibt es eine beträchtliche Vielfalt: Sephardische Gemeinden können Ladino oder Portugiesisch für viele Gebete benutzen. Konservative Gemeinden gebrauchen die Alltagssprache in unterschiedlichem Maße. In Reformgemeinden wird fast der gesamte Gottesdienst in der Alltagssprache abgehalten.
Maimonides (Mischne Tora, Gesetze des Gebets 1:4) berichtet, dass bis zum Babylonischen Exil alle Juden ihre eigenen Gebete verfasst hätten, danach hätten die Weisen des Zeitalters, versammelt im Großen Rat, befunden, dass die Fähigkeit der Menschen nicht mehr dazu ausreiche, weshalb sie nach der Legende die Hauptteile des Siddur verfassten, wie das Achtzehnbittengebet, von dem keine Fragmente erhalten sind. Die Ursprünge des modernen jüdischen Gebets finden sich in der Epoche der Tannaim: „Aus ihren Traditionen, die später verschriftlicht wurden, erfahren wir, dass die Generation von Rabbinern, die zur Zeit der Zerstörung des Zweiten Tempels wirkte (70 n. Chr.), dem jüdischen Gebet seine Form und, zumindest in Umrissen, auch ihren Inhalt gab.“ Diese Liturgie enthielt die zweimal am Tag zu rezitierenden Shema, die Amida, auch Schmoneh Esrei genannt, einschließlich 18 Segenssprüchen, die mehrmals täglich gesprochen wurden, und dem öffentlichen abschnittsweisen Vortrag der Tora.
Das älteste Gebetbuch stammt aus der Zeit der Geonim im babylonischen Exil, manche der Gebete „wurden von angesehenen Rabbinern auf Wunsch weit entfernter Gemeinden verfasst, die einen autoritativen Text der gewünschten Gebete für den täglichen Gebrauch wünschten, für den Sabbat oder die Feiertage.“
Die Sprache der Gebete, die aus der Zeit des Zweiten Tempels stammt, ist durch die Verwendung biblischer Wendungen gekennzeichnet. Nach Meinung einiger Autoritäten sollte die Sprache keine rabbinischen oder für die Mischna typischen Wendungen enthalten, ausgenommen in den Abschnitten, die aus der Mischna selbst stammen.
In den letzten 2000 Jahren haben sich kleine Veränderungen und Abweichungen in den verschiedenen rabbinischen Liturgieformen ergeben. Jede Gemeinde hat ihren etwas unterschiedlichen Nusach (liturgische Gewohnheit). Die wichtigsten Unterschiede bestehen zwischen aschkenasischen und sephardischen Bräuchen. Auch andere Gemeinden wie jemenitische Juden, Eretz Jisrael und jüngere Neuerungsbewegungen etwa in den chassidischen, Chabad, Reform- und anderen Gemeinden haben ihre eigenen Bräuche, Abänderungen und besondere Gebete. Die Unterschiede erscheinen jedoch gegenüber den Gemeinsamkeiten eher unbedeutend.

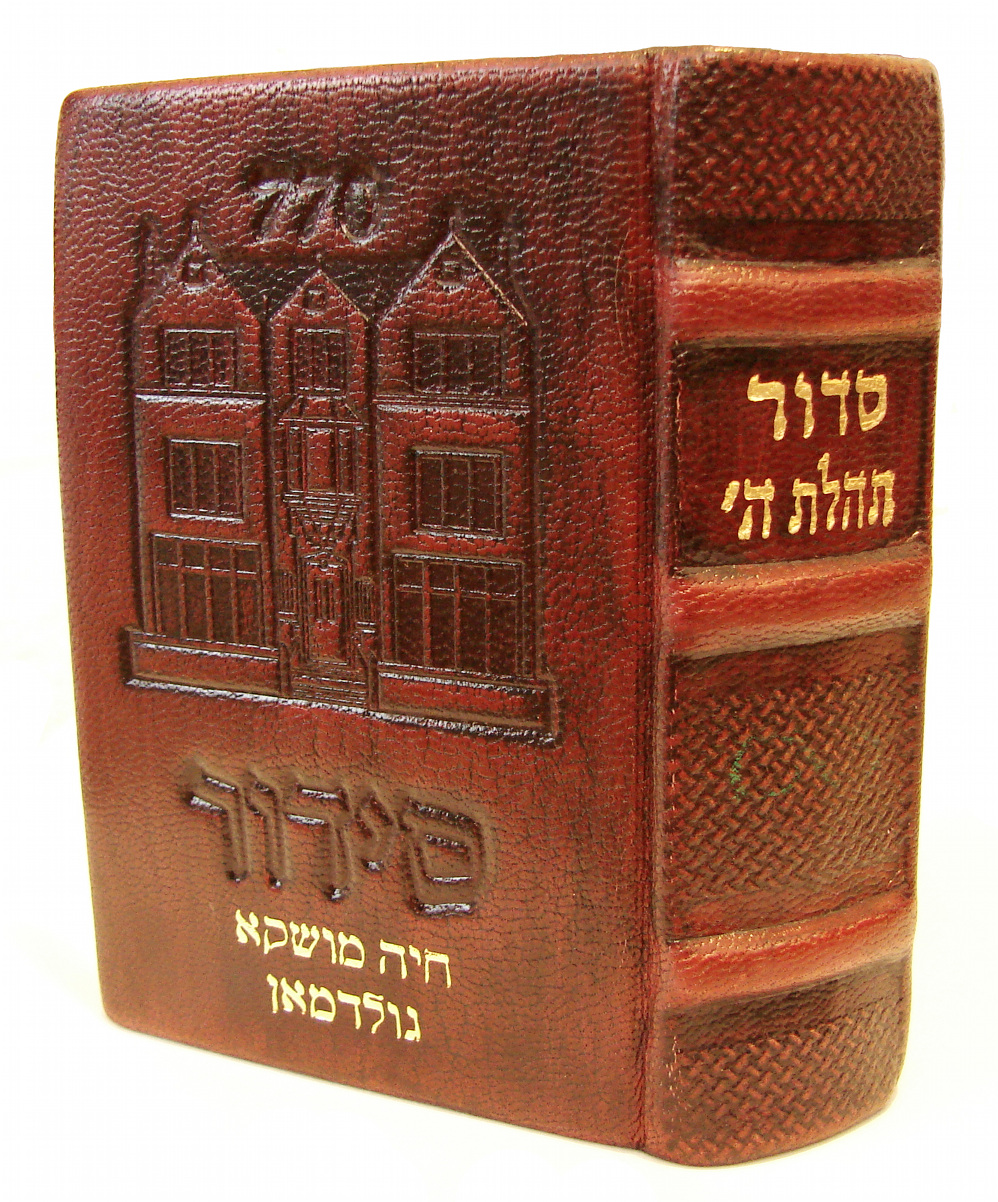
Siddur

### Der Siddur
Die ältesten Teile des jüdischen Gebets sind das Schma Jisrael („Höre Israel“) (Dtn 6,4 ) und der Aaronitische Priestersegen (Num 6,24–26 ) aus der Tora. Eine Reihe von 18 (gegenwärtig 19) Segnungen, die Schemoneh Esreh bzw. Amida (Hebrew, „stehendes Gebet“), wird der Überlieferung nach der Großen Versammlung zur Zeit des Esra am Ende der biblischen Zeit zugerechnet.
Der Name Schemoneh Esreh, wörtlich „achtzehn“, ist eine historisch begründete und nun anachronistisch wirkende Bezeichnung, weil er nun 19 Segnungen enthält. Erst gegen Ende des Zweiten Tempels wurde die werktägliche Amida standardisiert. Aber sogar zu dieser Zeit war der genaue Wortlaut und die Anordnung noch nicht festgelegt und war von Ort zu Ort verschieden. Erst mehrere Jahrhunderte später wurden die Gebete formal festgelegt. Bis zum Mittelalter war dieser Prozess bei den Gebetstexten nahezu abgeschlossen.
Der Siddur wurde in Italien von Soncino schon 1486 gedruckt, eine Verbreitung in großen Auflagen gab es aber erst ab dem Jahr 1865. In der Volkssprache erschien er bereits 1538. Die erste englische Übersetzung Gamaliel ben Pedahzurs (ein Pseudonym), erschien 1738 in London; eine weitere englische Übersetzung erschien 1837 in den USA.
Lesungen aus der Tora (und den Nevi’im („Propheten“)) gehören zu den täglichen Gebetsritualen. Diesem Rahmen fügten jüdische Gelehrte verschiedene Gebete hinzu und für die Feste zudem zahlreiche besondere Hymnen.
Die erste verbindliche Sammlung oder Kodifizierung in Form eines Gebetbuchs wurde von Rav Amram Gaon aus Sura in Babylon etwa im Jahre 850 n. Chr. erstellt. Ein halbes Jahrhundert später verfasste Rav Saadia Gaon, ebenfalls aus Sura, einen Siddur, dessen Einteilung auf Arabisch verfasst ist. Diese beiden Werke waren die Grundlage für Simcha ben Samuels Machsor Vitry im Frankreich des 11. Jahrhunderts, die wiederum auf den Vorstellungen seines Lehrers Rashi beruhten. Eine andere Formulierung der Gebete war die im Anhang zu Maimonides' Sammlung von Gebetsregeln in seiner Mischne Tora: Sie liegt der jemenitischen Liturgie zugrunde und hat auch andere Riten beeinflusst. Nach dieser Zeit hatten alle jüdischen Gebetbücher dieselbe Grundordnung und dieselben Inhalte.

## Konfessionelle Vielfalt
Die sehr vielfältigen konservativen Gottesdienste stimmen meist mit den orthodoxen überein, abgesehen von einigen dogmatischen Freiheiten und einigen englischsprachigen Gebeten. Bei konservativen Traditionalisten sind die Gottesdienste fast identisch, also ganz auf Hebräisch und Aramäisch, allenfalls mit einigen wenigen Ausnahmen, etwa der Aussparung einer Sitzung zu den Tempelopfern und Änderungen der Gebete für die Wiedereinsetzung der Opfer. Bei liberaleren Konservativen gibt es weiter gehende Unterschiede. Bis zu einem Drittel des Gottesdienstes wird auf Englisch abgehalten. Viele einleitende Gebete werden ausgelassen oder gekürzt; traditionelle Gebete werden durch modernere ersetzt. Die Sprache wird oft geschlechtsneutral gehalten, es gibt weniger Bezüge auf die Wiederherstellung der Tempelopfer, und die Möglichkeit, die Sonderrollen von Kohanim und Leviten aufzuheben.
Die Liturgien von Reformjudentum und Rekonstruktionisten beruhen auf Bausteinen der Tradition, spiegeln aber in ihrer sprachlichen Form liberalere Glaubenshaltungen wider als die traditionelle Liturgie. Dogmatische Veränderungen sind etwa die Auslassung oder Bearbeitung von Bezügen auf eine körperliche Auferstehung, einen persönlichen jüdischen Messias und andere Elemente der traditionellen jüdischen Eschatologie, die göttliche Offenbarung der Tora auf dem Berg Sinai, die Existenz von Engeln, Belohnung und Bestrafung, Wunder oder andere übernatürlichen Vorgänge. 40 % bis 90 % des Gottesdienstes werden in der Volkssprache gehalten.
Im Reformjudentum wird außerdem der Sabbat liberaler aufgefasst, so ist zum Beispiel das Spielen von Musikinstrumenten erlaubt. Mann und Frau sind gleichgestellt.

## Deutungen des Betens

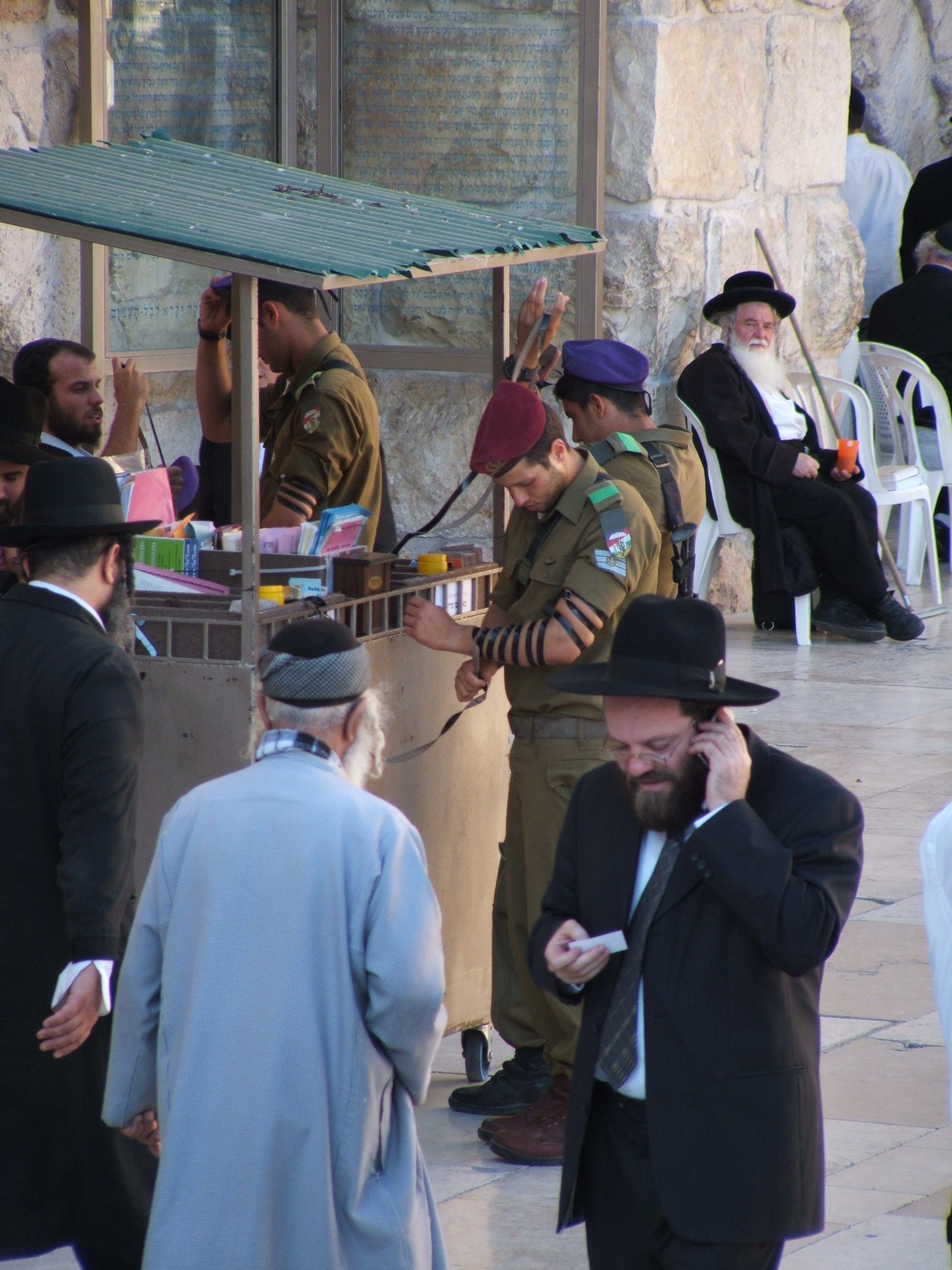
Ein israelischer Soldat legt Tefillin an der Westmauer (Kotel) an, bevor er das Gebet beginnt.

In der jüdischen Philosophie und in der rabbinischen Literatur wird hervorgehoben, dass das hebräische Verb התפלל hitpallel, deutsch ‚beten‘ die reflexive Form von פלל palal, deutsch ‚richten, urteilen‘ ist. Folglich vermittelt Beten den Sinn, sich selbst zu beurteilen: Der eigentliche Sinn des Gebets – תפלה tefilah – ist unsere Verwandlung.
Dieser etymologische Sinn passt zu der jüdischen Auffassung von Gottes Einfachheit. Nicht Gott ändert sich durch das Gebet, der Mensch kann ihn nicht so wie ein Rechtsanwalt den Richter beeinflussen, sondern der Mensch selbst ändert sich. Dies passt auch zu Maimonides’ Auffassung von der Vorsehung. Tefilla ist das Mittel, das Gott dem Menschen gab, damit er sich selbst ändern kann, um so eine neue Beziehung zu Gott herzustellen und damit eine neue Bestimmung für sein Leben zu finden. Siehe hierzu auch die Bestimmung der Psalmen.

### Der rationalistische Ansatz
Hier wird das Ziel des Gebets darin gesehen, dass ein Mensch sich ganz auf Gott konzentrieren kann, wobei das Gebet als philosophische und intellektuelle Kontemplation aufgefasst wird. Diese Sicht des Gebets wurde von Maimonides und anderen mittelalterlichen Rationalisten vertreten.

### Der erzieherische Ansatz
Dieser sieht das Gebet nicht als Gespräch. Es soll Haltungen im Betenden verstärken oder erzeugen, ihn aber nicht beeinflussen. Dieser Ansatz wurde von Rabbenu Bachya, Jehuda ha-Levy, Josef Albo, Samson Raphael Hirsch, und Joseph Dov Soloveitchik vertreten.

### Kabbalistische Sichtweise

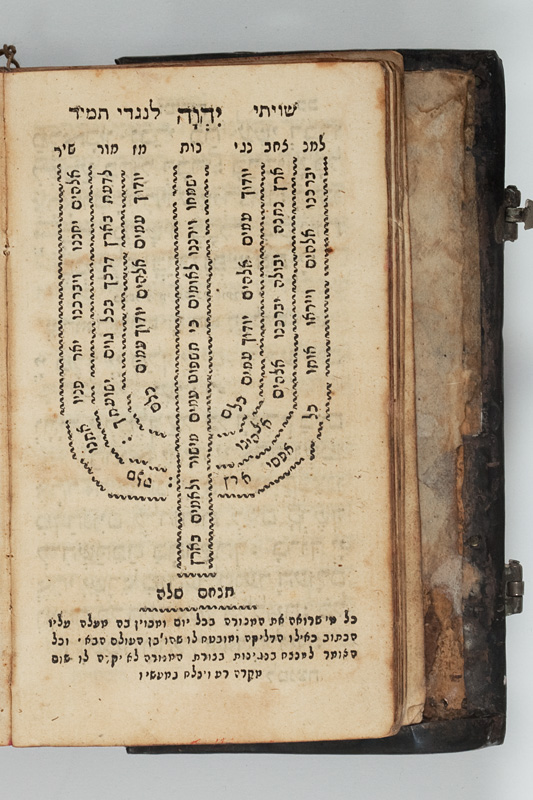
Kabbalistisches Gebetbuch aus Italien, 1803, Jüdisches Museum der Schweiz.

Die Kabbala kennt eine Reihe von kavanot (hebräisch כוונות), Absichten, um den Weg des Betenden im Gespräch mit Gott genauer zu bestimmen und die Wahrscheinlichkeit zu erhöhen, eine erfreuliche Antwort zu erhalten. Der Kabbalismus schreibt dem Gebet eine höhere Bedeutung zu, insofern es die Wirklichkeit ändern, das Universum neu ordnen und heilen kann. In diesem Sinn hat jedes Wort eines Gebets und sogar jeder Buchstabe eine bestimmte Bedeutung und eine genau anzugebende Wirkung. Gebete beeinflussen also buchstäblich die geheimen Kräfte des Universums und stellen das ursprüngliche „Gewebe der Schöpfung“ wieder her.
Dieser Ansatz wurde von den chassidischen Aschkenasim vertreten, von deutschen Pietisten des Mittelalters, dem Zohar, der kabbalistischen Tradition Arizals, von Ramchal, dem größten Teil des Chassidismus, vom Vilnaer Gaon und von Jacob Emden.

## Methodologie und Terminologie

### Fachbegriffe
Davenen ist das ursprünglich ausschließlich ostjiddische Verb für „beten“. Es wird von aschkenasischen orthodoxen Juden verwendet. In Yinglish wurde daraus das Wort davening.
Der Ursprung dieses Wortes ist dunkel, möglicherweise liegt das arabische „diwan“ zugrunde, Bezeichnung einer Sammlung von Gedichten oder Gebeten, oder das französische „devoner“, sich einer Sache widmen oder hingeben, das lateinische „divinus“, göttlich, oder sogar das englische Wort „dawn“. Andere führen es auf das slawische Wort (russisch давать, davat') „geben“ zurück, wie der andere auf das aramäische „de’avuhon“ oder „d'avinun“, „von ihren/unseren Vorvätern“, da auf diese die Gebete zurückgeführt werden. Eine andere Erklärung aus dem Aramäischen wurde von Avigdor Chaikin vorgeschlagen, der den Talmud zitiert: „ka davai lamizrach“, „sehnsüchtig nach Westen blicken“ (Shab. 35a). Kevin A. Brook zitiert Zeidens Vorschlag, das Wort stamme vom türkischen 'tabun' – 'beten', im Kipchak-Türkisch werde das Anfangs-t zu d.
Die westjiddische Bezeichnung ist oren, ganz offensichtlich romanischen Ursprungs, vergleiche das spanische und portugiesische Wort orar und das lateinische orare.

### Minjan (Quorum)

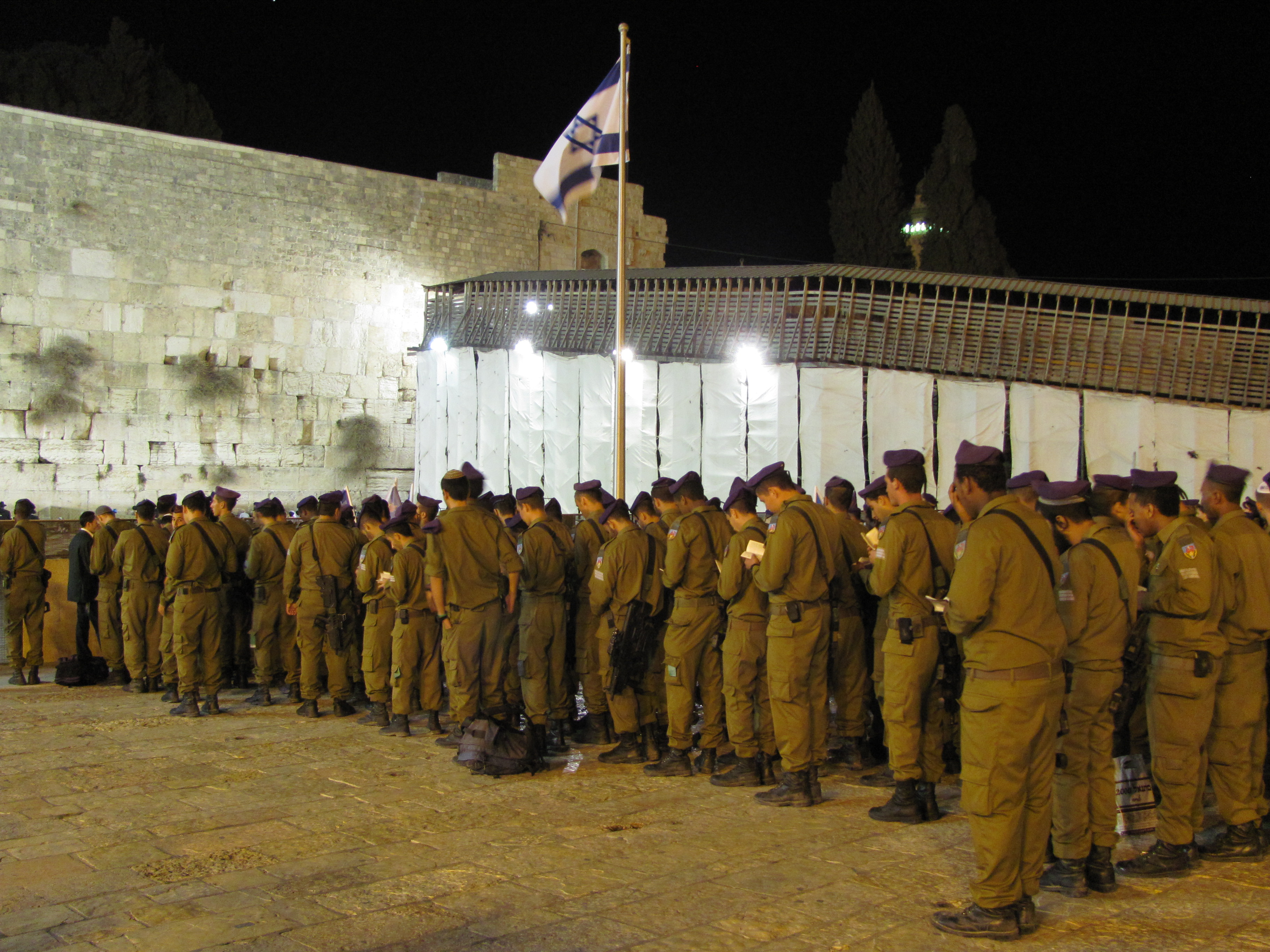
Mitglieder der Israelischen Verteidigungsstreitkräfte, der Givati-Brigade, beten das Abendgebet (Ma'ariv) an der Klagemauer, Oktober 2010.

Individuelles Gebet wird akzeptiert, aber das Gruppengebet mit mindestens 10 Erwachsenen, der Minjan, gilt als wertvollste Form des Gebets und ist insbesondere für die Toralesung, für die Keduscha und für das Rezitieren des gemeinsamen Kaddischgebets vorgeschrieben. Erwachsen zu sein bedeutet heißt in diesem Zusammenhang 12 oder 13 Jahre alt zu sein (bat oder bar mitzvah). Ursprünglich wurden nur Männer als Mitglieder eines minjan gezählt, keine Frauen, da man meinte, jemanden nicht mitzählen zu dürfen, der nicht auch verpflichtet sei, zu beten. Rabbiner hatten Frauen von fast allen zeitgebundenen Gebetspflichten ausgenommen, außerdem von allem Teilen, die nicht ohne das Minjan-Quorum gebetet werden durften, weil sie in der Vergangenheit von jungen Jahren an einem endlosen Kreislauf von Schwangerschaft, Gebären und Stillen ausgesetzt waren. Orthodoxe Juden halten aus diesen Gründen am Ausschluss der Frauen vom Minjan fest. Ab 1973 sind die meisten konservativen Gemeinden zur Gleichberechtigung beim Gebet übergegangen, Reformgemeinden und Rekonstruktivisten ausnahmslos. Alle Konfessionen außer der Orthodoxie erlauben auch die Ordination von Frauen zu Rabbinern und Kantoren. Nach manchen Autoritäten in der Orthodoxie können Frauen nur bei bestimmten Gebeten für einen Minjan mitzählen, wie etwa für den Segen des Birchot HaGomel, zu dem Männer und Frauen gleichermaßen verpflichtet sind.
Zum Beten gibt es in der Synagoge verschiedene Gebetsorte (מקום קבוע maqom qavua).

### Kleidung
- Kopfbedeckung. In den meisten Gemeinden wird es als Zeichen des Respekts betrachtet, dass Männer in der Synagoge eine Kopfbedeckung tragen, entweder eine Mütze, die zur Kleidung gehört oder eine Kippa (Plural kipott, jiddisch auch Yarmulke genannt). Diese Praxis schließt auch Nichtjuden ein, die eine Synagoge betreten.[29][30] In einigen konservativen Synagogen wird auch von Frauen eine Kopfbedeckung erwartet, aber selten vorgeschrieben, im Gegensatz zu Reformgemeinden, wo sie wie bei den Rekonstruktionisten völlig freiwillig ist. Viele Orthodoxe und Konservative tragen die Kippa den ganzen Tag, auch außerhalb religiöser Anlässe.
- Der Tallit (Gebetsschal) wird während des Morgengebets getragen, während der Alihya zu der Tora wie bei allen Zeremonien des Yom Kippur – Festes. Mittags und abends trägt nur der Hazzan einen Tallit. In orthodoxen Synagogen werden sie nur von jüdischen Männern getragen, in den anderen Richtungen von Männern und Frauen. Bei orthodoxen Ashkenazim tragen sie nur verheiratete Männer.[31]

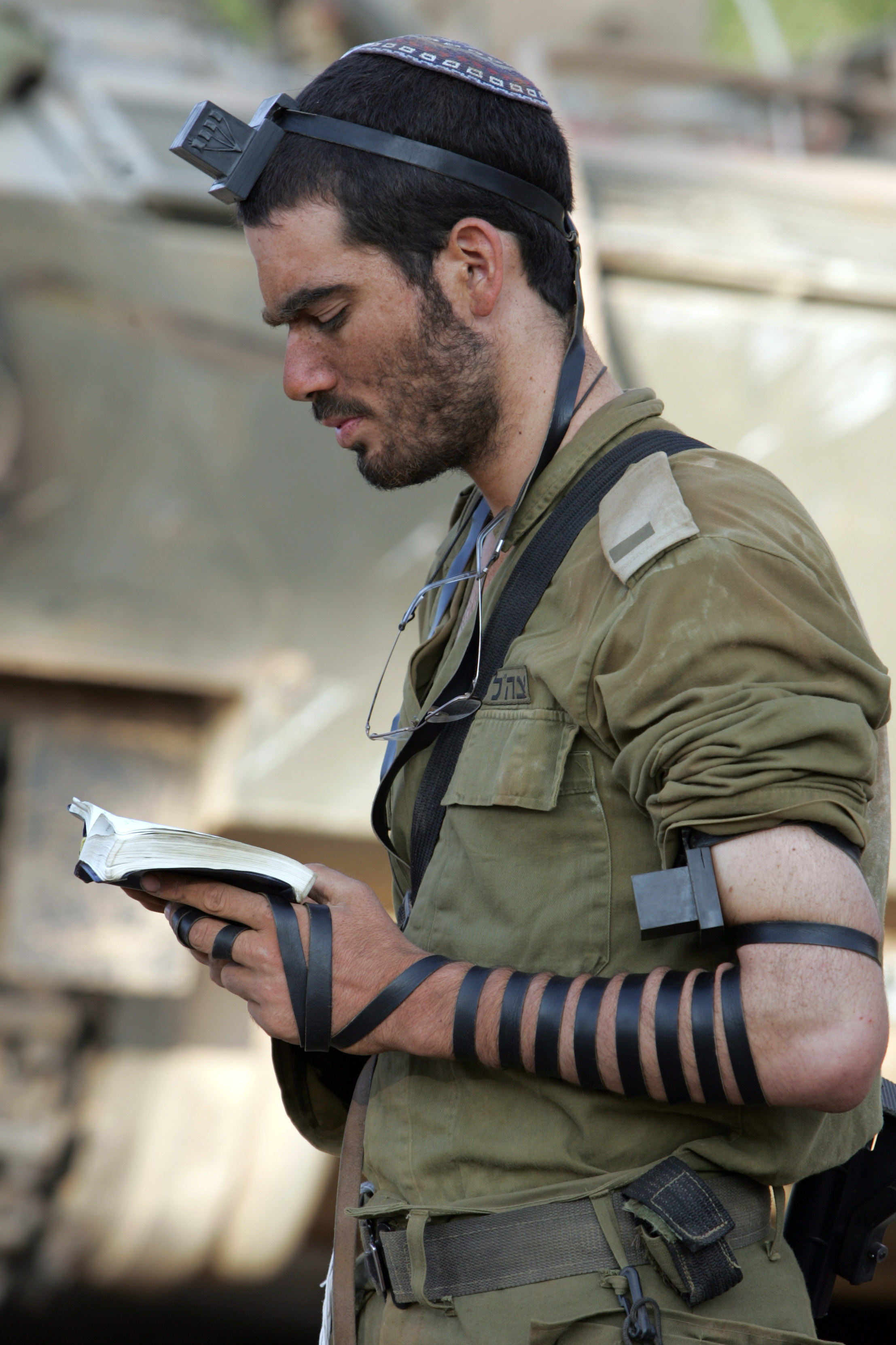
Ein orthodoxer Soldat betet mit Tefillin

- Tefillin (Phylacterien) sind ein Satz kleiner kubischer Lederschachteln, die schwarz gefärbt sind. Sie enthalten Rollen aus Pergament mit Toraversen. Sie werden an Kopf und Arm mit schwarz gefärbten Lederstreifen festgebunden und während des werktäglichen Morgengebets getragen. In orthodoxen Gemeinden tragen sie nur Männer, in konservativen auch Frauen. Karaitische Juden kennen Tefillin nicht.
- Tzeniut (Bescheidenheit, Zucht, Zurückhaltung) gilt für Männer und Frauen. Im orthodoxen Judentum tragen Frauen lange Ärmel bis über die Ellbogen, lange Röcke bis über die Knie, sowie hochgeschlossene T-Shirts oder Blusen. Verheiratete orthodoxe jüdische Frauen bedecken ihr Haar mit einem Kopftuch, einem Turban, einer Haube, einem Haarnetz, einem Hut, einer Mütze oder – in manchen orthodoxen Gemeinden – mit einer Perücke. Männer dürfen in der Regel keine kurzen Hosen oder ärmellose Hemden tragen.

## Tägliche Gebete

### Schacharit (Morgengebete)
Das Schacharit-Gebet (von Schachar, Morgenlicht) ist nach der Halacha zum Teil auf die ersten drei (Schma) oder vier (Amida) Stunden des Tages beschränkt, 1 Stunde bedeutet dabei 1/12 der Zeit mit Tageslicht, weshalb die Dauer jahreszeitenabhängig ist.
Es gibt verschiedene Gebete für die Zeit des Aufstehens, das tallit katan (ein Kleid mit Tzitzit) wird zu dieser Zeit angezogen, der Tallit vor oder während der Gebetszeremonie, ebenso die Tefillin (phylacteries); das Anlegen wird von Segnungen begleitet.
Der Gebetsdienst beginnt mit den Trauersegnungen (birkot ha-schachar), einschließlich Segnungen der Tora (die als die wichtigsten erachtet werden). In orthodoxen Gottesdiensten folgt darauf eine Reihe von Lesungen aus der Tora und rabbinischen Schriften zu den Opfern, die im Tempel von Jerusalem gemacht wurden. Dieser Abschnitt endet mit dem Kaddisch der Rabbiner (kaddisch de-rabbanan).
Der nächste Abschnitt heißt Pesukei D’Zimrah („Verse der Lobpreisung“), der mehrere Psalmen (100 und 145–150) und Gebete (wie das yehi chevod) enthält, die aus einem Gewebe von Bibelversen bestehen. Darauf folgt das Lied am Schilfmeer (Ex 15,1–18 ).
Barchu, der offizielle öffentliche Ruf zum Gebet leitet eine Reihe ausgedehnter Segenssprüche ein, die die Rezitation des Schma Jisrael umrahmen. Darauf folgt das Zentrum der Gebetszeremonie, die Amida oder das Schmone Esre, eine Reihe von 19 Segenssprüchen. Nächster Teil sind die Tachanun, Bittgebete, die an festlichen Tagen ausgelassen werden, und bei Gebetsfeiern der Reformjuden gewöhnlich ganz fehlen.
Montags und donnerstags wird eine Tora-Lesung eingefügt und eine längere Version der Tachanun findet statt.
Schlussgebete (siehe dazu auch U-wa le-Zion) und das Alenu folgen, der Kaddisch der Trauernden allgemein nach dem Alenu.

### Mincha (Mittagsgebete)
Mincha oder Minha (nach der Mehlgabe bei den Gottesdiensten) kann ab einer halben Stunde nach der halachischen Mittagszeit gebetet werden. Diese frühestmögliche Zeit heißt mincha gedola („große Mincha“). daneben gibt es die mincha ketana (2.5 halachische Stunden vor der Abenddämmerung). Im besten Falle sollte man das Gebet vor Sonnenuntergang beenden, aber auch Gebete, die bis zum Einbruch der Nacht andauern, werden von einigen Autoritäten erlaubt. Die Mincha ist außerdem auch zu jeder Zeit zwischen der mincha gedola und der mincha ketana erlaubt.
Sephardische und italienische Juden beginnen die Mincha Gebete mit Psalm 84 und den Korbanot (Num 28,1–8 ), gewöhnlich folgen die Pittum hakketoret. Der Anfangsteil endet mit Maleachi 3,4 . Westliche Ashkenazim rezitieren nur die Korbanot.
Aschre, mit Versen aus Psalm 84,5 , 144,15  und dem gesamten Psalm 145  wird direkt vor der Chatzi Kaddisch (Halb-Kaddisch) und der Schemoneh Esreh (oder Amida). Darauf folgen die Tachanun, Bitten, darauf der ganze Kaddisch. Sepharden fügen Psalm Psalm 67  oder 93  ein, worauf der Trauer-Kaddisch folgt. Schließlich wird der Alenu gebetet. Ashkenazim schließen das Gebet mit dem Trauer-Kaddisch. Die Leiter des Gebets tragen sogar an Werktagen oft einen Tallit, bei Festtagen (Ta'anit) ist er vorgeschrieben.

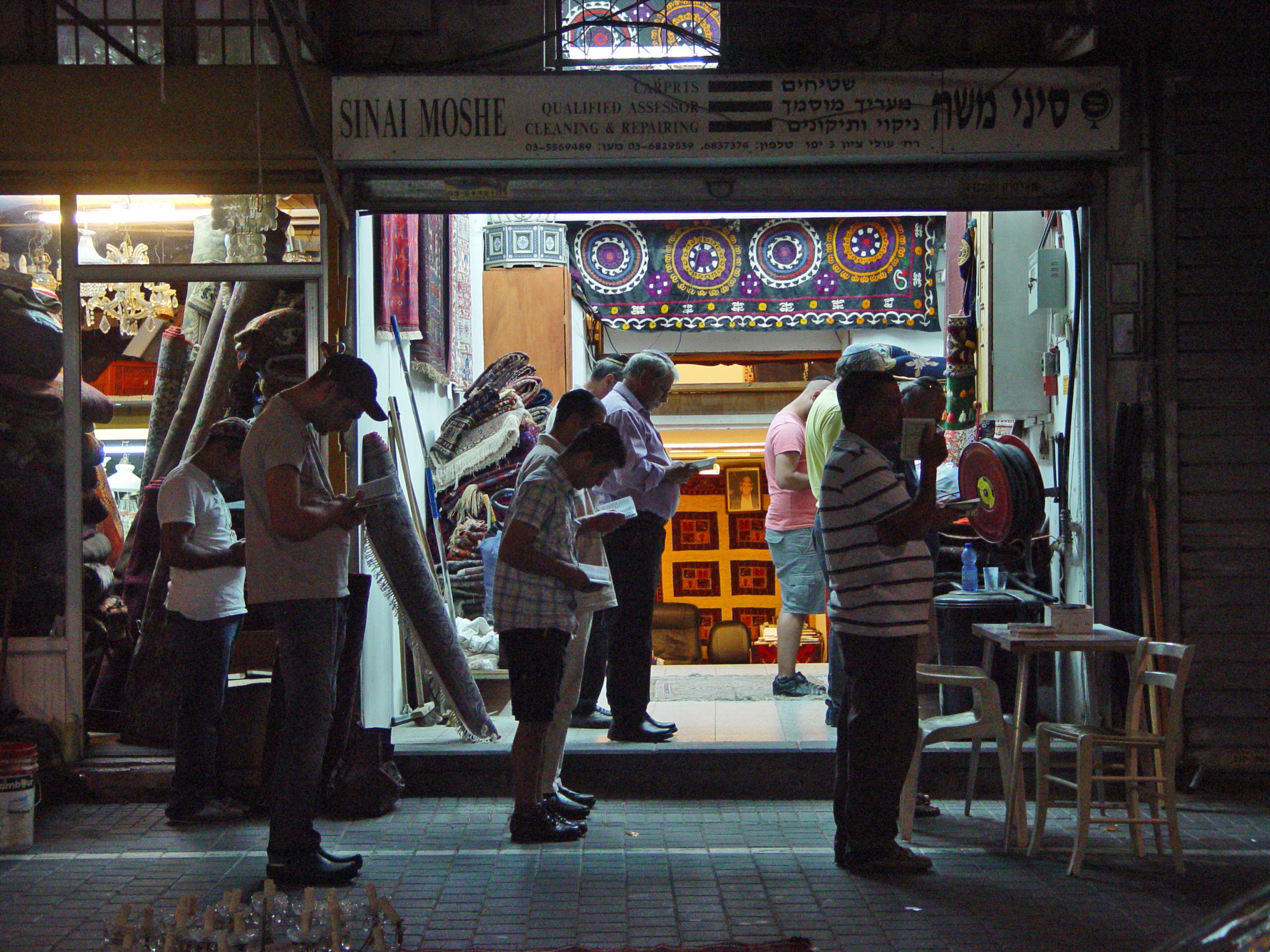
Ein Minjan betet das Ma'ariv-Gebet in einem Flohmarkt in Jaffa, Tel Aviv

### Ma'ariv/Arvit (Abendgebete)
In vielen Gemeinden betet man werktags die Mittags- und Abendgebete hintereinander, um den Gläubigen einen zusätzlichen Besuch der Synagoge zu ersparen. Der Gaon von Vilna rät davon ab, man wartet ihm zufolge mit den Ma'ariv bis zum Einbruch der Nacht (Der Name ist vom Wort für „Einbruch der Nacht“ abgeleitet).
Der Gebetsritus beginnt mit dem Barchu, dem formellen öffentlichen Aufruf zum Gebet, und dem Schma Jisrael umrahmt von zwei Segnungen vorher und nachher. Ashkenazim außerhalb Israels (außer den Chabad-Lubavitch-Vertretern und den Anhängern des Gaon) lassen einen weiteren Segen folgen, den Baruch Adonai le-Olam, der aus einem „Gewebe“ biblischer Verse besteht. (Dieses Gebet findet sich auch bei den Baladi Temanim innerhalb und außerhalb Israels.) Darauf folgt der Halb-Kaddisch, die Schemoneh Esreh (Amida), umrahmt vom gesamten Kaddisch. Sephardim sprechen darauf Psalm 121, sagen den Trauer-Kaddisch auf und wiederholen den Barchu, worauf zum Schluss der Aleinu folgt. Ashkenazim in der Diaspora sprechen weder Psalm 121 noch den wiederholten Barchu, sondern schließen mit dem Aleinu und dem Trauer-Kaddisch (in Israel wiederholen die Ashkenazim auch nicht den Barcheu nach dem Trauer-Kaddisch).

## Sabbatgebete
Die Gebete am Sabbat gleichen denen der Werktage im Aufbau, aber fast jeder Teil ist länger. Eine Ausnahme ist die Amida, das Hauptgebet, welches sogar abgekürzt wird. Die ersten und letzten drei Segen werden wie üblich rezitiert, aber die mittleren 13 werden durch einen einzelnen ersetzt, der als Heiligung des Tages bekannt ist, womit der Sabbat beschrieben wird. Dieser mittlere Segen ist bei jedem der Gebete anders ausgestaltet.

### Freitag Nacht
Der Gottesdienst beginnt am Freitagabend oft mit der werktäglichen Mincha, gefolgt vom Hohenlied und dem Kabbalat Schabbat, dem mystischen Vorspann, der im 16. Jahrhundert von den damaligen Kabbalisten verfasst wurde. Der hebräische Ausdruck bedeutet wörtlich „Aufnahme des Sabbat“. In vielen Gemeinden eröffnet das Lied Yedid Nefesh die Kabbalat-Schabbat-Gebete.
Diese bestehen außer bei italienischen und portugiesischen Juden aus 6 Psalmen, 95  bis 99  und 29 , die den sechs Wochentagen entsprechen. Darauf folgt das Gedicht Lecha Dodi. Von Rabbi Shlomo Halevi Alkabetz in der Mitte des 16. Jahrhunderts komponiert, beruht es auf den Worten des talmudischen Gelehrten Hanina: „Kommt lasst uns ausgehen um die Königin des Sabbat zu treffen“ (Talmud Shabbat 119a). Kabbalat Schabbat endet mit Ps 92  (womit die Männer den Sabbat mit allen seinen Verpflichtungen bejahen) und Ps 93 . Viele fügen hier einen Abschnitt an, der das Bameh Madlikin und Amar rabbi El'azar enthält, darauf folgt der Kaddisch deRabbanan und der Maariv-Ritus; Andere Gemeinden stellen dieses Studienteil hinter die Maariv, wieder andere fügen eine Passage aus dem Zohar an. In der modernen Zeit haben viele Komponisten Musik für den Kabbalat-Schabbat geschrieben, darunter der amerikanische Komponist Robert Strassburg (1915–2003) und Samuel Adler
Die Schma-Abteilung des Freitagnachtgebets unterscheidet sich durch den veränderten Schluss des Hashkivenu-Gebets und die Auslassung des Baruch Adonai le-Olam-Gebets. Im italienischen Ritus gibt es auch unterschiedliche Versionen des Ma'ariv 'aravim-Gebets (das freitagnachts den asher killah beginnt) und des Ahavat olam-Gebets.
Die meisten ehren den Sabbat an dieser Stelle mit dem VeSchameru (Exodus 31,16–17 ). Dieser Brauch des Vorlesens einer biblischen Passage hat seinen Ursprung in der Kabbalah des Luria im 16. Jahrhundert. Er fehlt daher in den Traditionen, die weniger von der Kabbalah beeinflusst wurden (wie etwa die der jemenitischen Baladi), oder denen, die sich der Anfügung von Lesungen widersetzten wie etwa die Anhänger des Gaon von Wilna.
Der mittlere Segen der Amida behandelt den Abschluss der Schöpfung, wobei die entsprechenden Verse der Genesis zitiert werden. Darauf folgt die kurze Wiederholung der Amida, Magen Avot durch den hazzan, eine Überarbeitung der sieben seven Segenssprüche, weshalb es im Hebräischen 'Achat Me'ein Sheva' genannt wird. In einigen aschkenasischen orthodoxen Gemeinden wird erst an dieser Stelle das zweite Kapitel des Mischnah-Traktats zum Sabbat, Bameh Madlikin vorgelesen und nicht früher. Der Kiddusch wird bei Aschkenasim und einigen wenigen sephardischen Gemeinden gelesen. Darauf folgt der Alenu und ame Ende der Yigdal, eine poetische gesungene Bearbeitung von Maimonides’ 13 Prinzipien des jüdischen Glaubens. Andere aschkenasische Gemeinden schließen den Gottesdienst anstelle dessen mit Adon Olam.

### Schacharit
Das Morgengebet des Sabbat beginnt zur selben Zeit wie an Werktagen. Von den Hymnen wird Psalm 100 Mizmor LeTodah, der Psalm zu den Erntedankgaben, ausgelassen, weil die todah oder Erntedank-gaben am Sabbat an den Tagen des Tempels in Jerusalem nicht angeboten werden konnten. Ihr Platz ist in der aschhkenazischen Tradition von den Psalmen Ps 19 , 34 , 90 , 91 , 135 , 136 , 33 , 92 , 93  übernommen. Sephardische Juden beachten eine andere Ordnung, sie fügen verschiedene Psalmen und zwei religiöse Gedichte an. Das Nishmat-Gebet wird am Ende des Pesukei D'Zimrah gebetet. Die Segen vor dem Schma werden ausgedehnt und schließen die Hymne El Adon ein, die oft von der Gemeinde gemeinsam gesungen wird.
Der Zwischensegen der Schacharit Amida beginnt mit dem Yismach Moshe und behandelt Moses’ Aufnahme der Tora, die nach der Überlieferung an einem Sabbat stattfand. Die Keduscha wird verlängert, die während der Wiederholung des dritten Segens durch den Hazzan rezitiert wird. Im Anschluss wird die Torarolle. Aus der Truhe genommen, was längere Zeit in Anspruch nimmt als während der Woche. der Wochenabschnitt wird gelesen, schließlich folgt die Haftara.
Nach der Tora-Lesung werden drei Gebete für die Gemeinde vorgetragen. Zwei Gebete beginnen mit dem Yekum Purkan, das in Babylon auf Aramäisch komponiert wurde. Sie gleichen dem folgenden Mi sheberakh, einem Segen für die Leiter und Schutzherren der Gemeinde. Sepharden lassen einen großen Teil des Yekum Purkan weg. Danach werden in einigen Gemeinden Gebete für die Regierung des Landes rezitiert, für den Frieden und für den Staat Israel.
Danach wird das Aschre wiederholt und die Torarolle wird in einer Prozession zur Truhe zurückgetragen. In vielen Synagogen erlaubt man den Kindern, nach vorne zu kommen, um die Tora zu küssen, während sie vorbeigetragen wird. In vielen orthodoxen Gemeinden trägt der Rabbiner oder ein gebildetes Gemeindemitglied an dieser Stelle eine Predigt vor, in der Regel zu einem Thema aus der Toralesung.

### Musaf
Der Musaf-Dienst beginnt mit der stillen Rezitation der Amida. Zum mittleren Segen gehört die Tikanta Sabbat-Lesung über die Heiligkeit des Sabbat, dann wird aus dem 4. Buch Mose zu den Opfern vorgelesen, die im Tempel stattfanden. Es folgen Yismechu, „Sie sollen sich deiner Herrschaft freuen“ und das Eloheynu, „Unser Gott und Gott unserer Vorfahren, sei gnädig mit unserer Ruhe“. Die Keduschah ist stark erweitert.
Nach der Amida folgt der gesamte Kaddisch, danach das Ein keloheinu. Im orthodoxen Judentum liest man danach aus dem Talmud die Stelle über das Weihrauchopfer, Pittum Haketoreth genannt, und die täglichen Psalmen, die im Tempel zu Jerusalem rezitiert wurden. Konservative lassen diese Lesungen zumeist, Reformjuden immer aus.
Der Musaf-Dienst gipfelt im Kaddisch des Rabbiners, dem Alenu, darauf folgt das Trauer-Kaddisch. Einige Gemeinden schließen mit der Lesung des Anim Semirot, der „Ruhmeshymne“, dem Trauer-Kaddisch, den Psalmen des Tages und entweder dem Adon Olam oder dem Yigdal.

### Mincha
Das Mincha beginnt mit dem Aschre und dem Uva letzion-Gebet, nach dem der erste Abschnitt der nächsten Wochenprotion aus der Tora vorgelesen wird. Die Amida folgt demselben Muster wie die anderen Sabbat Amida-Gebete, wobei der mittlere Segen mit dem Attah Echad beginnt.

### Ma'ariv
Die werktägliche Ma'ariv wird am Abend nach dem Sabbat rezitiert und schließt mit Vihi No'am, Ve-Yitten lekha und Hawdalah.

## Besondere Anlässe und Gegebenheiten

### Rosch Ha-Shana und Jom Kippur
In den zehn Tagen der Umkehr von Rosch ha-Schana bis Jom Kippur nehmen die Gebete einen feierlichen Ton an, der zum Charakter der Tage passt.
Der Musaf hat an Rosch ha-Schana neun Segenssprüche; die drei mittleren bezeugen die Herrschaft, die Erinnerung und den Schofar, der hundertmal ertönt.
Jom Kippur ist wegen seiner fünf Gebete einzigartig. Das Abendgebet mit dem Ma'ariv ist weithin als „Kol Nidrei“ bekannt, es ist Eröffnungserklärung vor dem Gebet. Am Tag werden Schacharit und Musaf rezitiert, dann folgt der Mincha, nach der Abenddämmerung wird das Ne'ila gebetet, das nur dieses einemal im Jahr vorkommt.

### Pesach, Shavuot and Sukkot
Die Gebetsdienste für Pessach („Pfingsten“), Schawuot („Wochefest“) und Sukkot („Laubhüttenfest“) sind ähnlich, ausgenommen die eingefügten Festbezüge, die natürlich wechseln. Beginn und Schluss sind dieselben wie am Sabbat. Die Amida enthält 7 Segnungen, darunter einen Hinweis auf die Auserwähltheit, gefolgt vom Hallel (die Gemeinderezitation von Psalmen 113 -118 ).
Der Musaf enthält ein kollektives Sündenbekenntnis mit Hinweis auf das Fest und die Tempelopfer zu diesem Anlass. Ein aaronitischer Segen („dukhen“) wird von den „kohanim“ während der Amida gesprochen. Dies erfolgt in Israel und den meisten sephardischen Gemeinden täglich, ansonsten nur an Pessach, Schawuot, Sukkot, Rosch ha-Schana und Jom Kippur in aschkenasischen Gemeinden der Diaspora.

### Versäumte Gebete
Wenn ein Gebet unabsichtlich versäumt wurde, wird die Amida beim nächsten Gebet zweimal gesprochen. Diese Maßnahme heißt tefillat tashlumin.

## Zugehörige Praktiken
Viele Juden schwingen beim Gebet mit dem Körper vor und zurück. Diese Praktik, die im Jiddischen shoklen genannt wird, ist nicht verpflichtend und wird sogar von den Kabbalisten in der Tradition Isaac Lurias abgelehnt. Maharil dagegen (Rabbi Jacob Molin) führte den Talmud an, in dem der Weise Rabbi Akiva so heftig schaukelte, dass er sich von einer Seite des Zimmers zur anderen bewegte (Talmud, Tractat Berachot).
Viele Gläubige sind daran gewöhnt, vor, während (besonders während des Vayivarech David) und nach dem Gebet zu spenden. Dabei besteht die Hoffnung, dass das Gebet eher erhört wird.

## Rolle der Frauen
Männer sind zum Gebet verpflichtet. Dabei müssen Gebetszeiten eingehalten werden (zmanim), die dem entsprechenden Tempelopfer im Tempel in Jerusalem entsprechen.
Der Talmud nimmt Frauen von der zeitlich bestimmten Gebetspflicht aus. Rechtsgelehrte der Orthodoxie haben dies allgemein als Ausdruck einer höheren spirituellen Stellung der Frau und der entsprechend geringeren Notwendigkeit interpretiert, sich zu bestimmten Zeiten mit Gott zu verbinden, weil sie immer mit Gott verbunden seien. Besonders werden Frauen von der Pflicht zum Abendgebet ausgenommen, aber die meisten Autoritäten halten sie für verpflichtet, das Morgen- und Mittagsgebet wenn immer möglich zu beten.

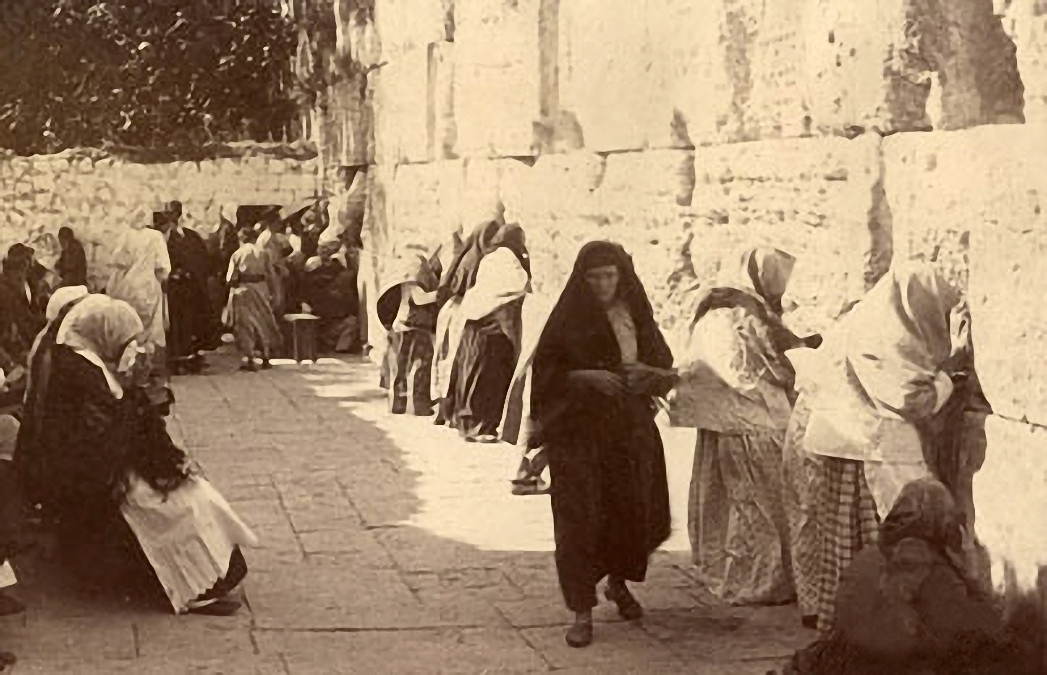
Jüdische Frauen beim Gebet an der westlichen Mauer, Anfang des 20. Jahrhunderts

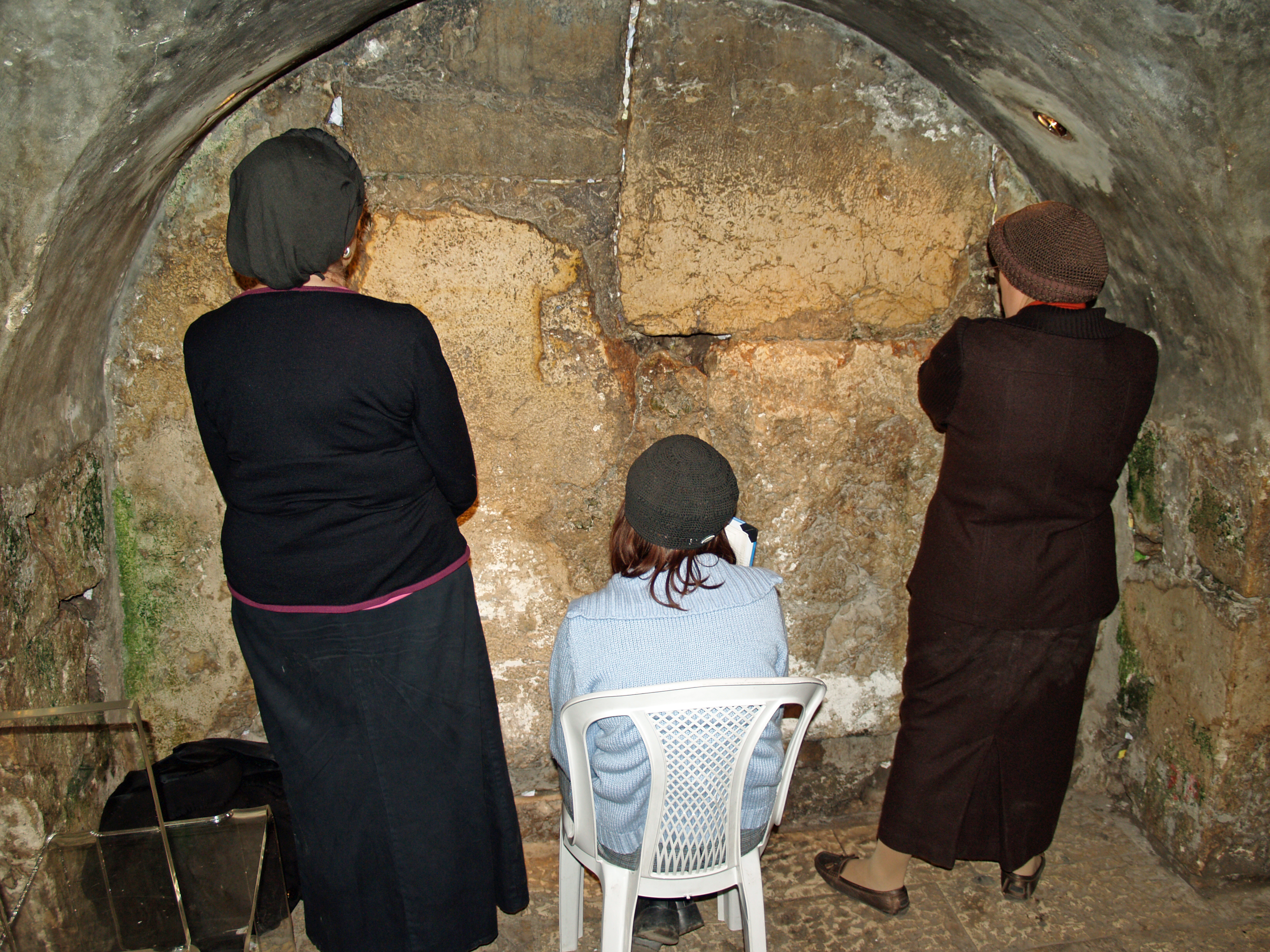
Gebet im Tunnel der westlichen Mauer in größter Nähe zum Allerheiligsten

Orthodoxe Autoritäten betonen, dass Frauen von der Gebetspflicht nicht ausgenommen sind, sondern lediglich von den Gebetszeiten. Der Posek Yechiel Michel Epstein, Autor des Arukh HaShulkhan, bemerkt im 18. Jahrhundert: „Auch wenn die Rabbiner Gebete zu bestimmten Zeiten und bestimmten Inhalts festgelegt haben, war es nicht ihre Absicht, die Regeln abzumildern und Frauen von diesen rituellen Handlungen auszunehmen“.
Die Lehrmeinungen divergieren hinsichtlich des Mindestumfangs der Verpflichtung. Die Meinung des (ashkenazischen) Rabbiners Avraham Gombiner in seinem Kommentar Magen Avraham zum Shulchan Aruch, in jüngerer Zeit auch die des (sephardische) Rabbiners Ovadia Yosef (Yabiah Omer Bd. 6, 17), die von vielen Frauen vertreten wird, besagt, dass Frauen nur einmal am Tag beten müssen und dies in beliebiger Form tun können, solange mindestens Lob (brakhot), Bitten (bakashot), und Dank (hodot) an God enthalten seien. Die meisten Autoritäten schließen Frauen jedoch nicht ganz von den zeitgebundenen Gebetspflichten aus. Die Mishnah Berurah von Rabbiner Yisrael Meir Kagan, vertritt die Meinung, dass die Männer der Großen Versammlung Schacharit und s Minchah verlangt hätten, Die Mishnah Berurah stellt fest, dass Frauen trotz ihrer Befreiung von der Shma Jisrael dieses Gebet sprechen sollten. Trotzdem lehnen auch die liberalsten unter den orthodoxen die Aufnahme von Frauen in den Minjan für öffentliche Gebete ab.
Ebenso wird hier eine strenge Sitzordnung mit der Trennung von Frauen und Männern in unterschiedlichen Bereichen, die durch eine a Mechitza getrennt sind. Konservative/Masorti Juden erlauben eine gemischte Sitzordnung (wie fast überall in den USA). Auch die Reform- und rekonstruktionistischen Gemeinden erlauben die gemischte Sitzordnung.
Haredische und die meisten modernen orthodoxen Gemeinden vertreten ein ausnahmsloses Verbot für Frauen in Führungsrollen beim öffentlichen Gemeindegebet, konservative Gemeinden dagegen eine ausnahmslose Erlaubnis, da Frauen als Gruppe freiwillig die Verpflichtungen auf sich genommen hätten, die in der Tradition als einzige Voraussetzung für diese Rollen vorgeschrieben waren. Auch die Gemeinden des Reformjudentums und die Rekonstruktivisten erlauben die Gebetsleitung durch Frauen, da sie die Halacha nicht für bindend halten.
Ein kleiner liberaler Flügel innerhalb der modernen Orthodoxie, besonders die Rabbiner die der Jewish Orthodox Feminist Alliance (JOFA) nahe stehen, haben begonnen, die Rolle der Frauen im Gebet zu überprüfen, dabei werden alle speziellen Formen und Anlässe von Gebeten beachtet und der Rahmen der Halacha nicht überschritten. Bei Verpflichtungen als Voraussetzung des Gebets könnten nur die Verpflichteten die Rollen übernehmen, aber es werden folgende Argumente für eine erweiterte Rolle der Frauen dargestellt:
1. Frauen mussten im Tempel bestimmte Korbanot (Opfer) darbringen, daher können sie auch Gebete leiten und zählen zum Minjan bei Gebeten, die zu diesem Opfer passen, wie zum Beispiel dem Birchat Hagomel.
2. Weil einige Teile des Gebetsdienstes nach den vom Talmud vorgeschriebenen hinzugefügt wurden, sind diese neuen Gebete freiwillig und können daher auch von Frauen geleitet werden (Auch ein Minjan ist hierbei nicht nötig). Pseukei D'Zimrah am Morgen und Kabbalat Schabbat am Freitag in der Nacht fallen in diese Kategorie.
3. In manchen Fällen hält der Talmud Frauen für qualifiziert, aber lässt sie wegen der „Würde der Versammlung“ nicht zu. Moderne Gemeinden können auf diese Würde verzichten, wenn sie wollen. Die Lesung der Tora am Sabbat gehört hierzu. Daraus lässt sich auch ableiten, dass Frauen am Sabbat die Tora aus der Truhe nehmen dürfen, da sie daraus lesen dürfen.

Eine sehr kleine Anzahl orthodoxer Gemeinden akzeptieren Argumente dieser Art, aber sehr wenige akzeptieren alle oder die meisten dieser Argumente. K'ol isha ist eine Tradition, die es einem Mann verbietet, den Gesang einer anderen Frau als seiner eigenen oder einer nahen Blutsverwandten zu hören. JOFA bezieht sich auf Gemeinden, die Argumente wie etwa die für die Partnerschafts Minjanim akzeptieren. In einem Partnerschafts-Minjan können Frauen die Kabbalat Schabbat leiten, die P'seukei D'Zimrah, Tora-Lesung wie Öffnung der Tora-Truhe wie das Predigen oder eine D’Var Torah.
Die erste Gebetsgruppe von Frauen wurde am Festtag des Simchat Tora in der Lincoln Square Synagogue in Manhattan Ende der 1960er Jahre gegründet.
Ephraim Mirvis, ein orthodoxer Rabbiner und Hauptrabbiner der United Hebrew Congregations of the Commonwealth, unterstützt Sabbat-Gebetsgruppen für orthodoxe Frauen.

## Zur Rolle Minderjähriger
In den meisten jüdischen Strömungen dürfen Jungen vor dem Bar Mitzvah nicht als Chasan wirken, wenn im Gebetsdienst devarim sheb'kidusha vorkommen, also der Kaddisch, Barchu, Amida usw. eine Aliya erhalten oder aus der Tora vorlesen. Weil der Freitagabendgottesdienst nur aus Psalmen besteht und keine devarim sheb'kidusha enthält, kann ein Junge vor der Bar Mitzvah den Gebetsdienst bis zum Beginn des Ma'ariv leiten. Manche Juden des östlichen Judentums dürfen aber auch vorher aus der Tora lesen und eine Aliyah erhalten.